# Juan Bautista (torero)
Jean Baptiste Jalabert popularmente conocido como Juan Bautista, (Arlés, Bocas de Rodano; 12 de julio de 1981) es un torero francés retirado.

## Carrera profesional
Debutó como novillero con picadores el 13 de marzo de 1998 en Santiago de Querétaro (México) con los novillos de Los Martínez. Su alternativa fue el 11 de septiembre de 1999 en Arlés, tuvo como padrino a «Espartaco», y de testigo a César Rincón, con los toros de Zalduendo. Siendo la confirmación en Madrid el 2 de octubre de 1999 y en México: el 29 de octubre de 2000. El primer toro indultado, nombrado «Cóndor» de la ganadería Cortés fue el 13 de agosto de 2006 en Fréjus.
El 6 de octubre de 2007, salió triunfador por la puerta grande de la plaza de toros de Madrid después de haber cortado dos orejas a un toro de la ganadería del Puerto de San Lorenzo. Además el 13 de septiembre de 2014, cortó cinco orejas y un rabo y salió triunfador por la puerta grande de la plaza de toros de Arlés donde acababa de lidiar seis toros de las ganaderías del Puerto de San Lorenzo, Hubert Yonnet, San Mateo, Adolfo Martin, La Quinta y Domingo Hernández durante la corrida Goyesca, con ocasión de los quince años de alternativa. Juan Bautista el 14 de agosto de 2018 logró cuatro orejas durante la feria de Dax lidiando seis toros de las ganaderías de Victorino Martin, Jandilla, Pedraza de Yeltes, La Quinta, La Dehesilla y para acabar un toro de la ganadería de Montalvo. Después de un espectáculo suntuoso, hubo una vuelta de gloria y salió por la puerta grande de la plaza de toros de Dax.
Juan Bautista anunció el 9 de septiembre de 2018 su retirada como torero, poniendo final a 19 años de carrera. Esta retirada se producía después de la corrida goyesca de Arlés de 2019.

## Biografía
Hijo de Luc Jalabert (1951-2018), rejoneador después ganadero de toros y director de la plaza de toros de Arlés, Juan Bautista creció en una gran familiaridad con los toros y manifestó muy rápidamente el deseo de ser torero.
Está casado con Anne Céline Jalabert, padre de dos niños Liza y Louis.
«Juan Bautista», como su amigo El Juli muestra, en la corrida, un gran respeto del toro. Su Tauromaquia estaba exenta de brusquería.
Cuando en 2010, triunfó en Madrid donde fue uno de los dos únicos toreros del año a salir a hombros, había toreado 40 corridas de toros, en las que cortó 68 orejas y 5 rabos. En 2011, toreó 41 corridas y cortó cincuenta y 6 orejas.

## Solidaridad y polémica
Juan Bautista es miembro del Unión de Toreros españoles al beneficio de la cual les donó la corrida de las vendimia de Nimes el 13 de septiembre de 2013. La corrida tenía que comprender cinco matadores españoles y un francés, Juan Bautista, fue excluido. Anunció su dimisión de la Unión de Toreros con el apoyo de Sebastián Castella que estuvo de acuerdo con su decisión. La Asociación de las Matadors de Toros Franceses trasladó dicha decisión a la Unión, quien había expresado su protesta vivamente, anunció que se había excluido a Juan Bautista de Nimes y que deseaba una reciprocidad de la parte de toreros españoles a favor de los toreros franceses.